# Acentrogobius viridipunctatus
Acentrogobius viridipunctatus är en fiskart som först beskrevs av Valenciennes, 1837.  Acentrogobius viridipunctatus ingår i släktet Acentrogobius och familjen smörbultsfiskar. Inga underarter finns listade i Catalogue of Life.

## Bildgalleri

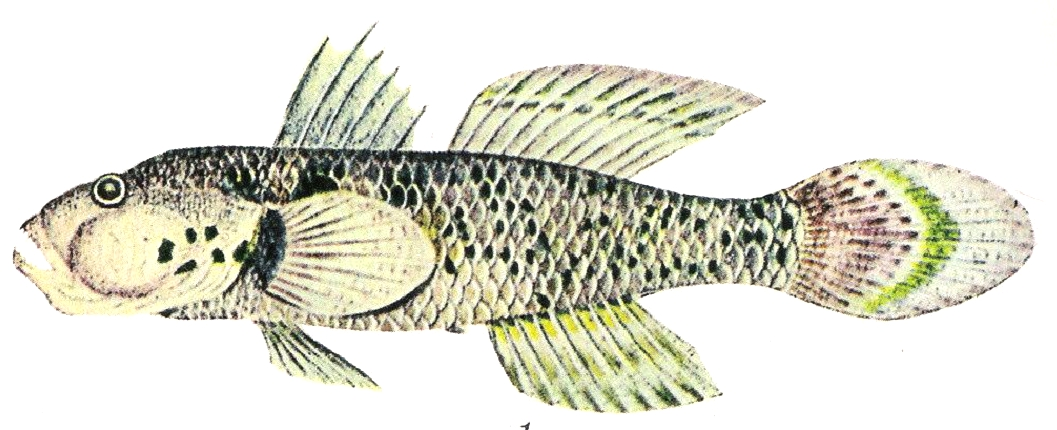